# Tramea calverti
Tramea calverti ist eine Libellen-Art der Gattung Tramea aus der Unterfamilie Pantalinae. Verbreitet ist die Art hauptsächlich im südlichen Arizona, in Zentral- und Südtexas, von wo sie sich auch ab und zu entlang der Ostküste der USA verirrt. Heimisch ist sie aber auch in Mexiko, Westindien und von Mittelamerika bis Argentinien. Der wissenschaftliche Name ehrt den US-amerikanischen Entomologen Philip Powell Calvert.

## Merkmale

### Bau der Imago

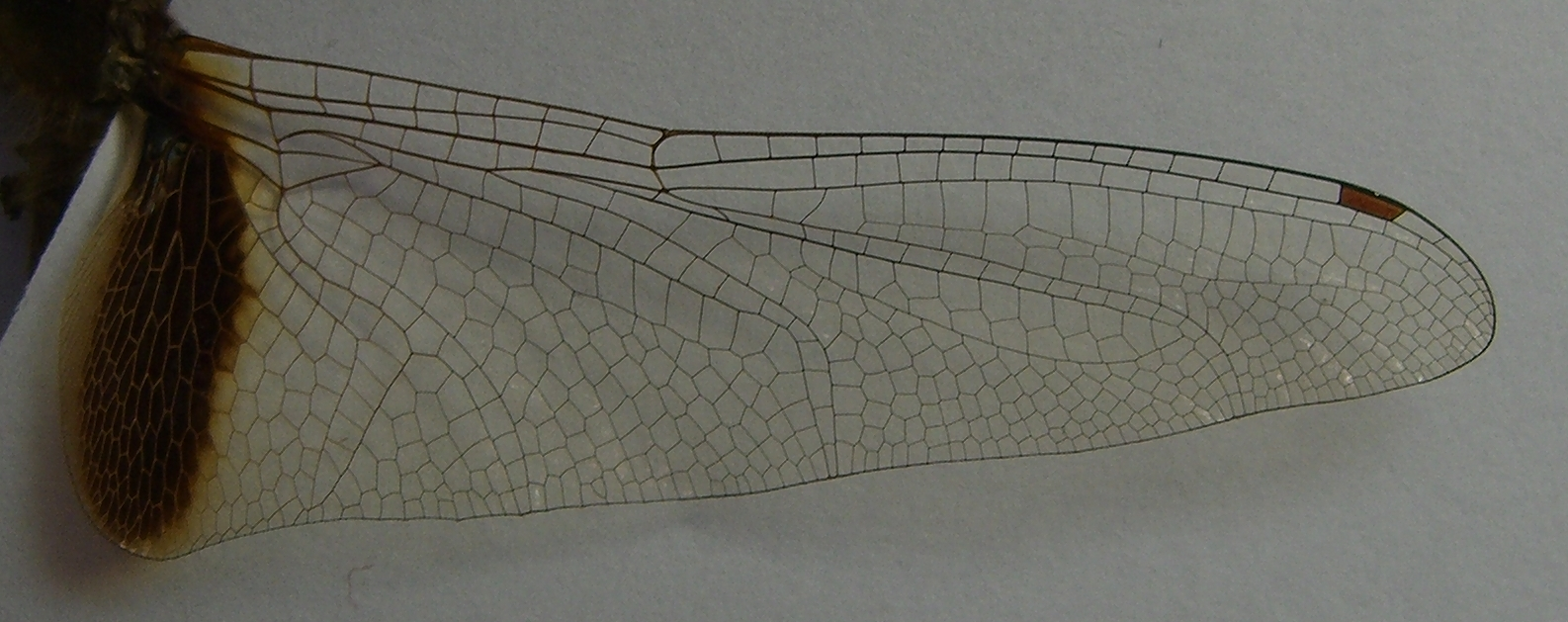
Hinterflügel eines Männchens

Die T. calverti erreicht eine Länge von 44 bis 49 Millimetern, wobei 30 bis 33 Millimeter davon auf das Abdomen entfallen.
Das Gesicht ist hellgelb und wird bei männlichen Tieren mit dem Alter rot. Die Vertex, die Stelle oberhalb zwischen den Komplexaugen, ist metallisch orange. Der Thorax (Gliederfüßer) ist braun mit zwei versteckten seitlichen helleren Streifen.
Die Hinterflügel erreichen eine Länge von 37 bis 42 Millimetern. Bis auf einen breiten braunen Streifen in den Hinterflügeln sind die Flügel farblos. Die Beine werden vom Ansatz zum Ende immer dunkler.
Bei den ausgewachsenen Männchen ist das Abdomen rot, bei den Weibchen hingegen gelblich. Die Segmente acht bis zehn sind dorsal schwarz.

## Weblink
- Tramea calverti in der Roten Liste gefährdeter Arten der IUCN 2013.2. Eingestellt von: Paulson, D. R., 2007. Abgerufen am 24. Februar  2014.